# Sky Fighters
Sky Fighters – francuski film akcji z 2005 roku. Film jest adaptacją francusko-belgijskiej serii komiksów, której autorami są Jean-Michel Charlier oraz Albert Uderzo.

## Fabuła
Podczas pokazów lotniczych z radaru znika nowy model samolotu wojskowego, Mirage 2000. Rozpoczynają się gorączkowe poszukiwania.

## Obsada
- Benoît Magimel: kapitan Antoine „Walk’n“ Marchelli
- Clovis Cornillac: kapitan Sébastien „Fahrenheit“ Vallois
- Géraldine Pailhas: Maelle Coste
- Philippe Torreton: Bertrand
- Rey Reyes: Leslie „Stardust“ Hedget
- Alice Taglioni: porucznik Estelle „Pitbull“ Kass
- Jean-Baptiste Puech: Ipod
- Christophe Reymond: Stan
- Cédric Chevalme: Bandit
- Frédéric Cherboeuf: Tala
- Yannick Laurent: Grizzly
- Alexandre de Seze: Bunker
- Axel Kiener: L'Ankou
- Mathieu Delarive: Wanai
- Arben Bajraktaraj: Fredericks
- Joseph Beddelem: MacLane
- Simon Buret: Jackpot